# ان‌جی‌سی ۲۵۵۲
ان‌جی‌سی ۲۵۵۲ یک کهکشان است.